# Wielki Buczek (powiat kępiński)

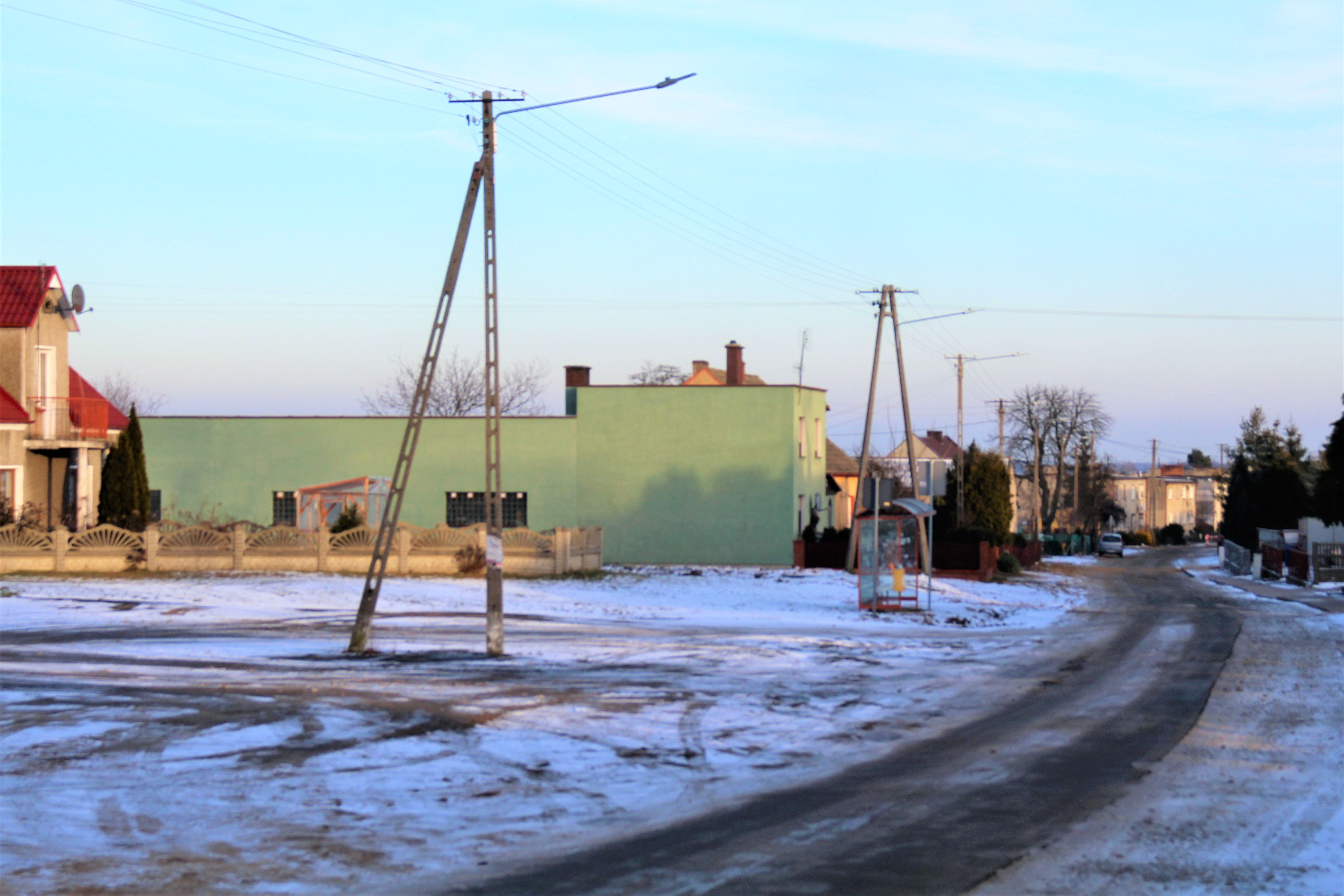
Centrum wsi

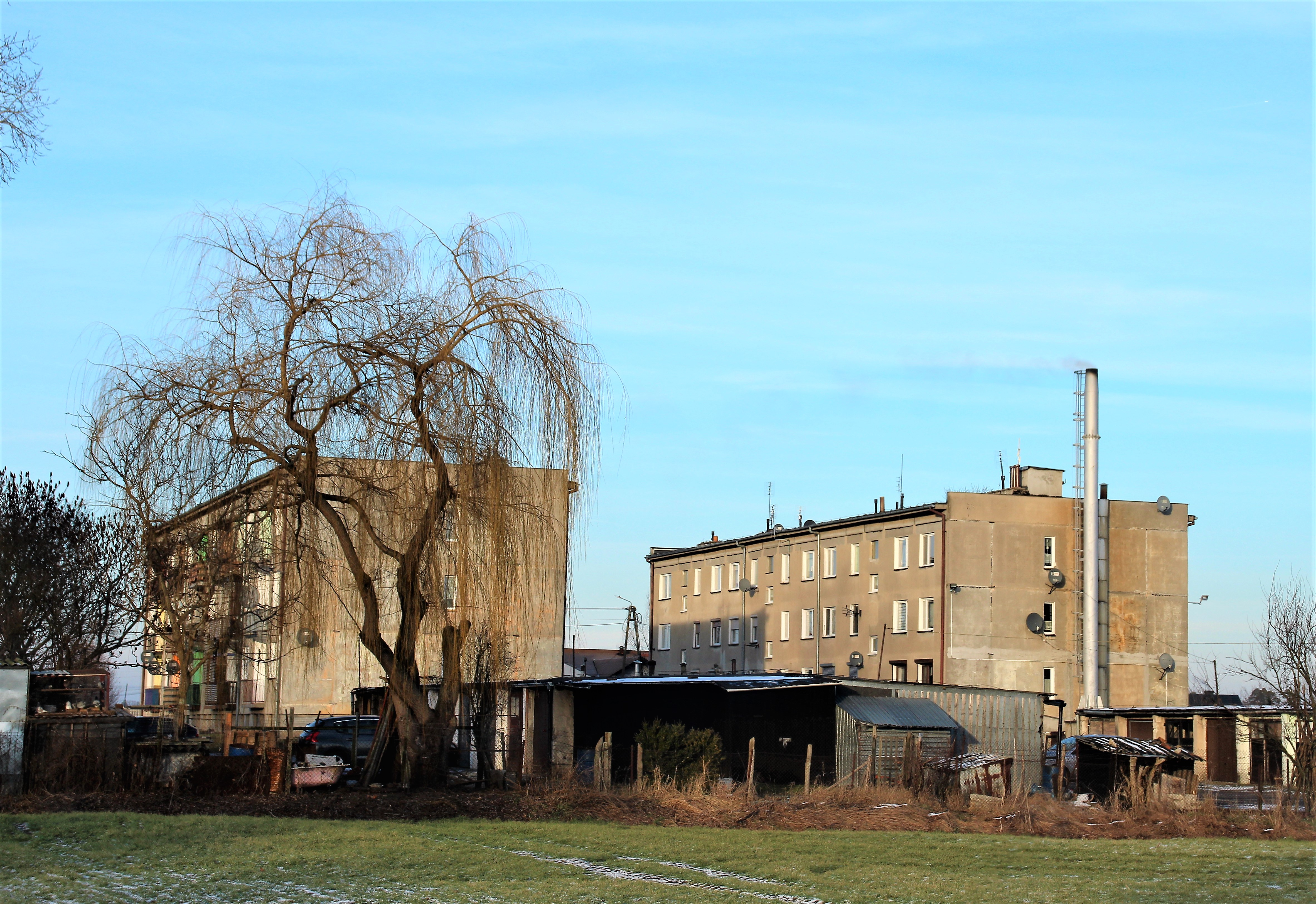
Bloki

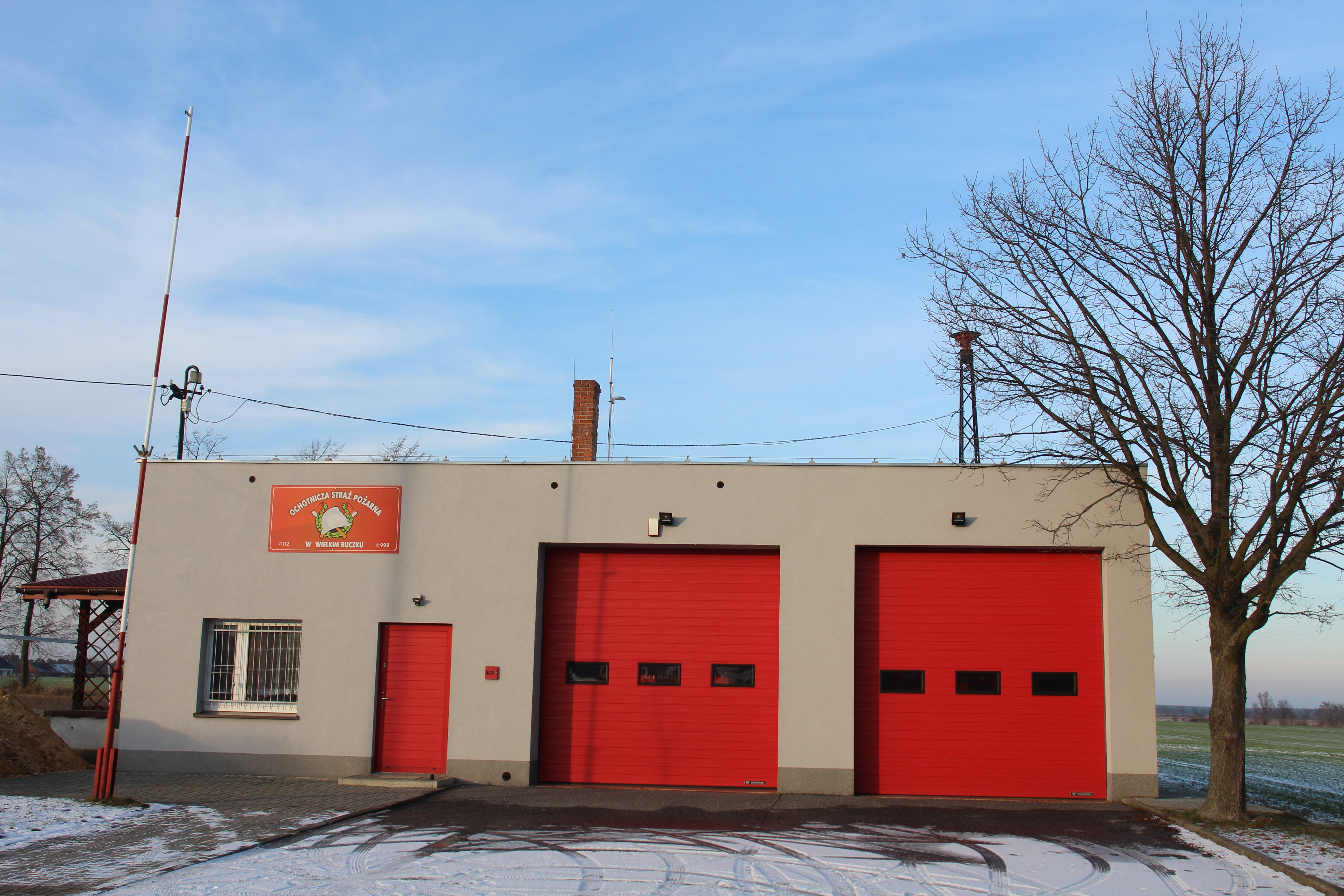
Remiza strażacka

Wielki Buczek (niem. Gross Butschkau, Hohenbusch) – wieś w Polsce, położona w województwie wielkopolskim, w powiecie kępińskim, w gminie Rychtal, 20 km od Kępna.
W latach 1954–1959 wieś należała i była siedzibą władz gromady Buczek, po jej zniesieniu w gromadzie Rychtal. W latach 1975–1998 miejscowość należała administracyjnie do województwa kaliskiego.
Miejscowość położona jest w otoczeniu pól, łąk, lasów oraz zagajników. Nieopodal wsi ma swoje źródło Wołczyński Strumień.

## Nazwa
Nazwa miejscowości wywodzi się od drzewa bukowego.
W księdze łacińskiej Liber fundationis episcopatus Vratislaviensis (pol. Księga uposażeń biskupstwa wrocławskiego) spisanej za czasów biskupa Henryka z Wierzbna w latach 1295–1305 miejscowość wymieniona jest w zlatynizownej formie Bucecz.
| SIMC    | Nazwa      | Rodzaj                  |
| ------- | ---------- | ----------------------- |
| 0208143 | Buczek     | część wsi               |
| 0208150 | Marysławin | część wsi (do 2023 r.)  |
| 0208166 | Okrzyce    | część wsi (do 2023 r.)  |
| 0208189 | Szarlota   | przysiółek (do 2023 r.) |

## Historia
Wieś Wielki Buczek powstała w 1772 roku. Dawniejsze osady, których ludność wymarła na cholerę, zostały spalone i usytuowane w innych miejscach, gdyż ludność napływowa obawiała się w nich mieszkać. Ówczesna właścicielka tych terenów – Charlotta hr. Rauber (prawdopodobnie Francuzka) pobudowała dwie nowe osady, które oddała w dzierżawę osadnikom, przybyłym z okolic Krakowa. Od 1845 r. właścicielem Wielkiego Buczku – Gross Butschkau był hr. Henryk von Strachwitz, a od roku 1873 Alexander Friedrich Constantin von Mischke – Collande. Rodzinny grobowiec rodu von Mischke – Collande znajduje się na cmentarzu przykościelnym w Wielkim Buczku. Do majętności tej należały także kolonie Charlottenthal (Szarlota) oraz Friedrichshuelf (Okrzyce). Pierwszą z nich zamieszkiwało 10 osadników, drugą natomiast 9 osadników. Wszystkie cztery osady (oprócz dworu) wciągnięto pod miano „Buczek” 1 kwietnia 1894 roku. W wiosce mieścił się młyn wodny oraz karczma. W 1928 roku Wielki Buczek zamieszkiwało 258 mieszkańców, z tego 228 osób było narodowości polskiej, a 30 osób narodowości niemieckiej.
Podczas II wojny światowej pierwsze oddziały niemieckie wkroczyły na teren Wielkiego Buczku i okolic już około trzeciej 1 września 1939 r. Tereny okolic Wielkiego Buczku zostały przejęte przez wojska radzieckie wchodzące w skład I Frontu Ukraińskiego. Oddziały radzieckie wkroczyły 19 stycznia 1945 r. od strony wschodniej Wielkiego Buczku. W niedługim okresie od przejścia frontu, zorganizowana została edukacja dzieci w szkole. Zakwaterowania oddziałów wojsk radzieckich powracających z frontu powodowały przerwy w prowadzeniu zajęć szkolnych. W końcowym okresie wojny na terenie Wielkiego Buczku działał oddział Franciszka Olszówki „Otta”, który walczył z milicjantami, żołnierzami ludowego Wojska Polskiego i członkami PPR. Z rąk partyzantów zginął mieszkaniec Wielkiego Buczku – p. Statkiewicz, który jako pierwszy z tej wioski zapisał się do PPR. Został on uprowadzony od niedawno poślubionej żony i zamordowany w pobliskim lesie szymonkowskim.

## Edukacja
Szkoła w Wielkim Buczku została założona w 1790 roku i mieściła się w dwóch budynkach. Do 1802 r., w którym powstał pierwszy budynek szkolny, uczono w domach prywatnych. Drugi budynek, dawna szkoła ewangelicka, powstał w 1902 r. Pierwszym polskim nauczycielem był Jan Utech. Kolejnym nauczycielem, który prowadził zajęcia był p. Kidoń, p. Kukucz, a następnie Franciszek Mikołajczyk, który prowadził placówkę do 1939 r. Podczas wojny do szkoły mogły uczęszczać tylko dzieci niemieckie. Po zakończeniu wojny edukację dzieci prowadził Wacław Niechciał wraz z kierownikiem szkoły Julianem Gajewskim. 1 września 1950 r. stanowisko kierownika objął Antoni Janik. W latach 1968–1976 placówką kierował Bogdan Świtała. Od 1976 roku funkcję dyrektora pełnił Henryk Wojtoniak. W latach 1987–2004 Szkołą Podstawową w Wielkim Buczku kierowała Janina Wojtoniak. Natomiast od 1 września 2004 r. do dziś funkcję dyrektora pełni Zdzisław Mikołajczyk. W roku 1980 rozpoczęto energiczne działania mające na celu budowę nowej szkoły. W rezultacie wieloletnich starań wielu zaangażowanych ludzi, dnia 23 listopada 1998 roku oddano do użytku nowy budynek szkolny, który został poświęcony 19 września 2000 roku przez ks. biskupa Stanisława Napierałę.

## Dworek
Dworek w Wielkim Buczku został wzniesiony w 2 poł. XIX w. Jest on położony w parku i zwrócony fasadą wejściową na południe. Fundamenty obiektu zostały wykonane z cegły ceramicznej pełnej. Strop dworu jest drewniany ze ślepym pułapem, w piwnicy natomiast znajduje się strop odcinkowy o różnej rozpiętości. Przed II wojną światową dwór Wielki Buczek posiadał 2279 mórg ziemi ornej, 681 lasu, 38 mórg łąk i 2 morgi wody.
Tomisław Siciński był ostatnim przedwojennym właścicielem majątku. Zmarł przed drugą wojną światową. Został pochowany w Poznaniu, gdzie przebywał na leczeniu. Miał dwóch synów – Tomisława i Stanisława oraz córkę Marylę. Majątek prowadził urzędnik zatrudniony przez Sicińskiego.
Ziemię którą posiadał uprawiali chłopi zatrudnieni w majątku. Robili to za pomocą wołów, koni oraz traktora „VALIS” napędzanego naftą. Tomisław Siciński rozszerzył park i założył w jego obrębie stawy. Rozwinęło się gorzelnictwo (czynna była suszarnia płatków ziemniaczanych) oraz hodowla bydła czarno-białego rasy nizinnej. Podczas okupacji niemieckiej los wyposażenia stał się nieznany. Po wojnie budynki oraz ziemie przejęły władze PRL i utworzono z nich PGR. W roku 1963 obiekt dworu przeszedł generalny remont. Otrzymał nowe pokrycie dachu, nowe otwory drzwiowe i okienne oraz białą podłogę. Wówczas w dworku mieściły się pomieszczenia socjalne, przedszkole, poczta oraz biura PGR-u. Wg inwentaryzacji z 1979 r. stan obiektu był bardzo dobry. Miał elektryczność, kanalizącję, centralne ogrzewanie i bieżącą wodę. W 1990 r. stał się własnością Agencji Rolnej Skarbu Państwa w Poznaniu. Przestał być użytkowany, a stan całego zespołu stał się zły. 6 grudnia 2005 roku został wpisany do rejestru zabytków, nr rej.: 264/Wlkp/A.

## Dworzec PKP
Dworzec PKP w Wielkim Buczku pochodzi z 1912 r. Od 6 marca 1992 roku linia kolejowa Kępno – Namysłów nie funkcjonuje. Tego dnia ostatni raz przejechał pociąg osobowy. Węzeł został zamknięty z powodu nierentowności. Linia ta została otwarta 1 października 1911 roku. Był to pierwszy odcinek relacji Kępno – Rychtal o długości 27,5 km. Natomiast cały odcinek Kępno – Namysłów o długości 41,5 km został oddany 2 listopada 1912 roku. W 1988 r. została zamknięta kasa biletowa na stacji PKP w Wielkim Buczku. Pociąg z ludźmi i towarami jeździł przez 81 lat. Budynek dworca jest obecnie najbardziej zaniedbanym dworcem na całej linii 307. Dziś sięgająca 2 metrów wysokości bujna roślinność skutecznie kamufluje wszelkie pozostałości po dawnej stacji.